# Федеральное министерство образования, семьи, пожилых граждан, женщин и молодёжи
Федеральное министерство образования, семьи, пожилых граждан, женщин и молодёжи (нем. Bundesministerium für Bildung, Familie, Senioren, Frauen und Jugend, BMFSFJ) — одно из министерств Германии. Штаб-квартира находится в Берлине, но большая часть чиновников министерства работает во втором офисе в Бонне.

## История
Изначально организация была основана в 1953 году как Федеральное министерство по вопросам семьи (Bundesministerium für Familienfragen). В 1957 году в ведение министерства была отдана работа с молодёжью и название поменялось на Федеральное министерство по вопросам семьи и молодёжи (Bundesministerium für Familien- und Jugendfragen). В 1963 году — на Федеральное министерство по делам семьи и молодёжи Bundesministerium für Familie und Jugend (1963). В 1969 году это ведомство было объединено с Федеральным министерством здравоохранения став Федеральным министерством по делам молодёжи, семьи и охраны здоровья (Bundesministerium für Jugend, Familie und Gesundheit). В 1986 году оно было переименовано в Федеральное министерство по делам молодёжи, семьи, женщин и охраны здоровья (Bundesministerium für Jugend, Familie, Frauen und Gesundheit). Вопросы здравоохранения были выделены из министерства в 1991 году и переданы Федеральному министерству здравоохранения. Затем министерства было разделено на Федеральное министерство по делам женщин и молодёжи (Bundesministerium für Frauen und Jugend) и Федеральное министерство по делам семьи и пожилых граждан (Bundesministerium für Familie und Senioren). В 1994 году министерства были вновь объединены в Федеральное министерство по делам семьи, пожилых граждан, женщин и молодёжи. В 2025 году в ведение министерства переданы вопросы образования.
Министерство ответственно за проведение государственной политики в отношении семьи, пожилых граждан, женщин, детей и молодёжи, благотворительной и волонтерской деятельности и гражданской активности.